# Jakob Lange (präst)
Jakob Lange, död 1297, var en dansk präst.
Jakob Lange verkar först ha varit knuten till Ribe men blev 1289 domprost i Lund. Han slöt sig nära till ärkebiskop Jens Grand i hans kamp mot Erik Menved och blev 1294 satt i ett halvårigt hårt fängelse på Søborg Slot. Frigiven begav sig Jakob Lange till Rom. Hans namn förekommer i den stora processen mellan Erik Menved och ärkebiskopen.